# Sainte-Lucie
Pour les articles homonymes, voir Sainte-Lucie (homonymie).
Ne doit pas être confondu avec Île Sainte-Lucie.
Sainte-Lucie
(en) Saint Lucia 
Sainte-Lucie (en anglais : Saint Lucia ; en créole saint-lucien : Sent-Lisi ; en kalinago : Iouanalao) est un État insulaire des Antilles.
Située en mer des Caraïbes, à plus d'une centaine de kilomètres à l'ouest de la limite occidentale de l'océan Atlantique, Sainte-Lucie fait partie des îles du Vent ; elle est située entre les îles de Saint-Vincent-et-les-Grenadines au sud, la Barbade au sud-est, et la Martinique au nord. Sa superficie est de 620 km2 pour une population estimée à 187 768 habitants. Sa capitale et sa plus grande ville est Castries.
Tirant son nom de Lucie de Syracuse, Sainte-Lucie est le seul État au monde à porter le nom d'une femme,,.

## Histoire
L'île de Sainte-Lucie est habitée par un peuple d'Amérindiens des Antilles environ un millier d'années av. J.-C. : les Arawaks (Kalinagos). Nommée « Iouanalao », un nom qui signifierait « le pays des iguanes », par la population autochtone,, elle est baptisée « Sainte-Lucie », en l'honneur de Lucie de Syracuse, par des marchands espagnols qui sont les premiers Européens à y mettre les pieds, au début du XVIe siècle.
Les Européens essaieront ensuite progressivement de s'y implanter, mais sans succès. C'est la France qui commença à établir une réelle colonie et signa un traité avec les Kalinago en 1660. Néanmoins, l'île fut tout au long des XVIIe et XVIIIe siècles principalement disputée entre les Français et les Britanniques, lesquels en obtiennent le contrôle complet en 1814, avec le traité de Paris. En 1833, lors de l'abolition de l'esclavage par le Royaume-Uni, Sainte-Lucie compte plus de 13 000 esclaves noirs, 2 600 Noirs affranchis et 2 300 Blancs.
Un gouvernement représentatif local est mis en place en 1924. En 1967, Sainte-Lucie cesse d'être une colonie britannique et devient un des États associés des Indes occidentales, c'est-à-dire un État en libre association avec le Royaume-Uni. Sainte-Lucie devient indépendant le 22 février 1979, en tant que royaume du Commonwealth. Il adhère à l'Organisation des États de la Caraïbe orientale en 1981. Sainte-Lucie est membre de l'Alliance bolivarienne pour les Amériques (ALBA) depuis 2013.

## Politique
En tant que royaume du Commonwealth, Sainte-Lucie reconnaît le roi Charles III comme chef d'État ; il est représenté sur l'île par un gouverneur général (actuellement Errol Charles). Le pouvoir exécutif est cependant dans les mains du Premier Ministre et de son cabinet, et le gouverneur général n'agit que sur les conseils de ces derniers. Après les élections législatives, le chef du parti majoritaire ou le chef d'une coalition de la majorité à l'Assemblée est habituellement nommé Premier ministre par le gouverneur général ; celui-ci nomme également le vice-Premier ministre.
Le Parlement de Sainte-Lucie est bicaméral :
- la chambre basse, l'Assemblée (House of Assembly), comporte 17 députés élus au suffrage universel direct pour cinq ans, et qui élisent en plus un président (qui peut être élu en leur sein ou en désignant une personnalité extérieure[15], portant alors l'effectif de l'assemblée à 18 membres) ;
- la chambre haute, le Sénat (Senate), est composée de onze membres, nommés par le gouverneur général.

Sainte-Lucie est membre de la Communauté caribéenne, de l'Organisation des États de la Caraïbe orientale et de l'Organisation internationale de la francophonie.
La Constitution actuelle a été adoptée en 1978 ; elle est entrée en vigueur le 22 février 1979.

## Géographie

### Position et frontières maritimes

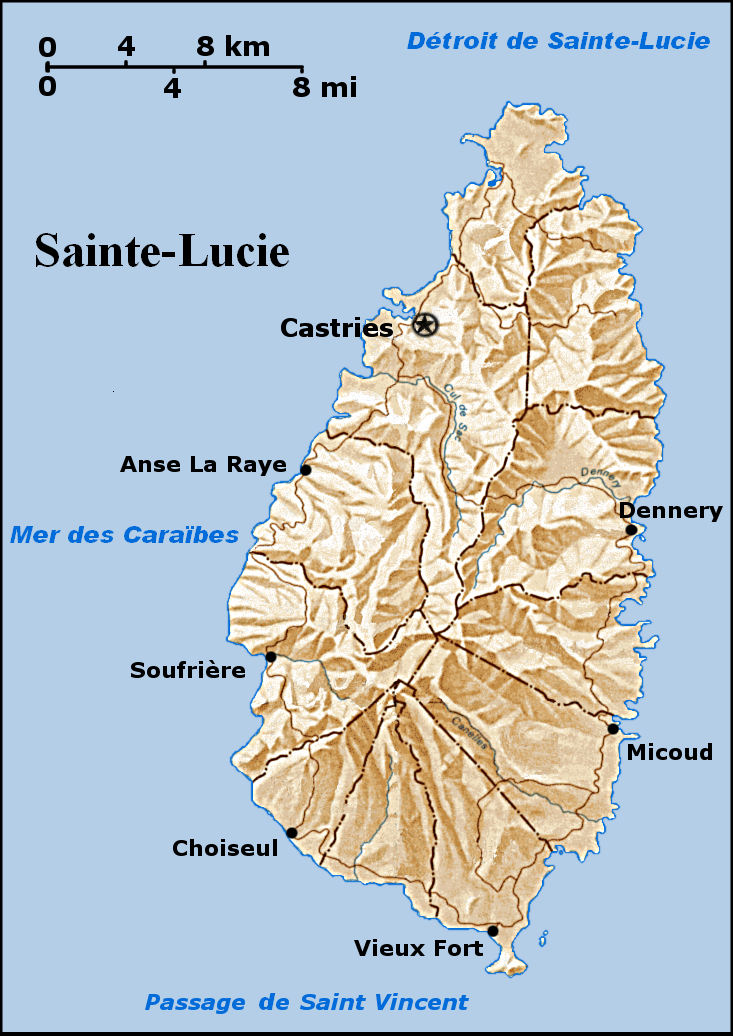
Carte topographique de Sainte-Lucie.

L'État se situe à 61° 00' Ouest soit à peu près la longitude de la Nouvelle-Écosse au Canada, de Trinité-et-Tobago ou de l'Uruguay, et à 14° 00' Nord soit à peu près la même latitude que le Honduras, la Gambie ou le Yémen. L'île de Sainte-Lucie fait partie de l'arc des Îles du Vent, dans les Petites Antilles. Elle est bordée par la mer des Caraïbes, l'océan Atlantique se trouvant à environ 120 kilomètres à l'est-nord-est. Les territoires voisins sont la Martinique située à 32,5 km au nord, l'île de Saint-Vincent (Saint-Vincent-et-les-Grenadines), à 43 km au sud et la Barbade située à 145 km au sud-est.
| Jamaïque, à 1 748 km | Martinique, à 33 km                      | Açores, à 4 367 km  |
| Honduras, à 2 820 km | Sainte-Lucie                             | Sénégal, à 4 680 km |
| Venezuela, à 750 km  | Saint-Vincent-et-les-Grenadines, à 97 km | Barbade, à 180 km   |

L'État de Sainte-Lucie partage deux frontières maritimes : avec la Martinique au nord et Saint-Vincent-et-les-Grenadines au sud.

### Géographie physique

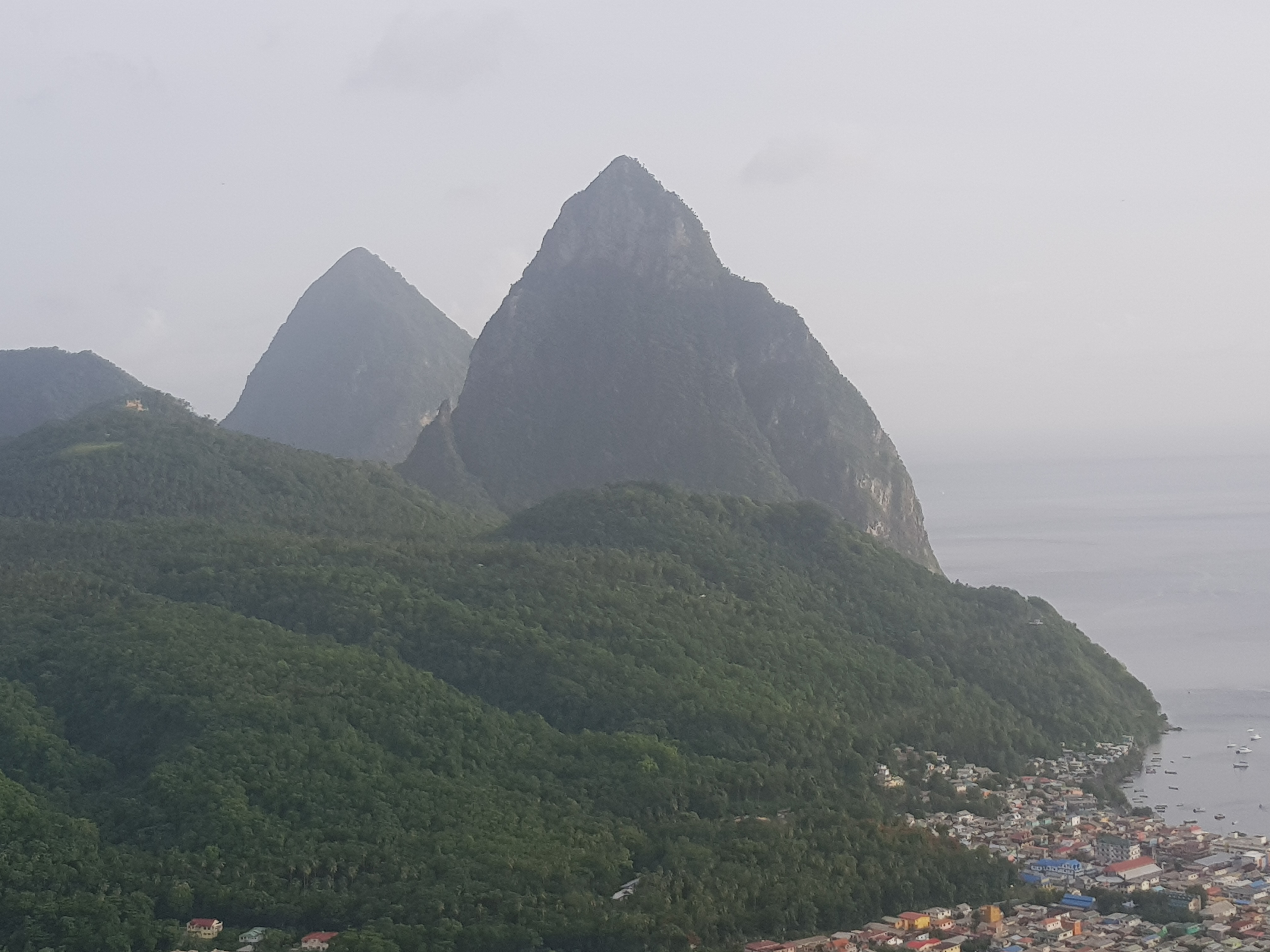
Les pitons de Sainte-Lucie.

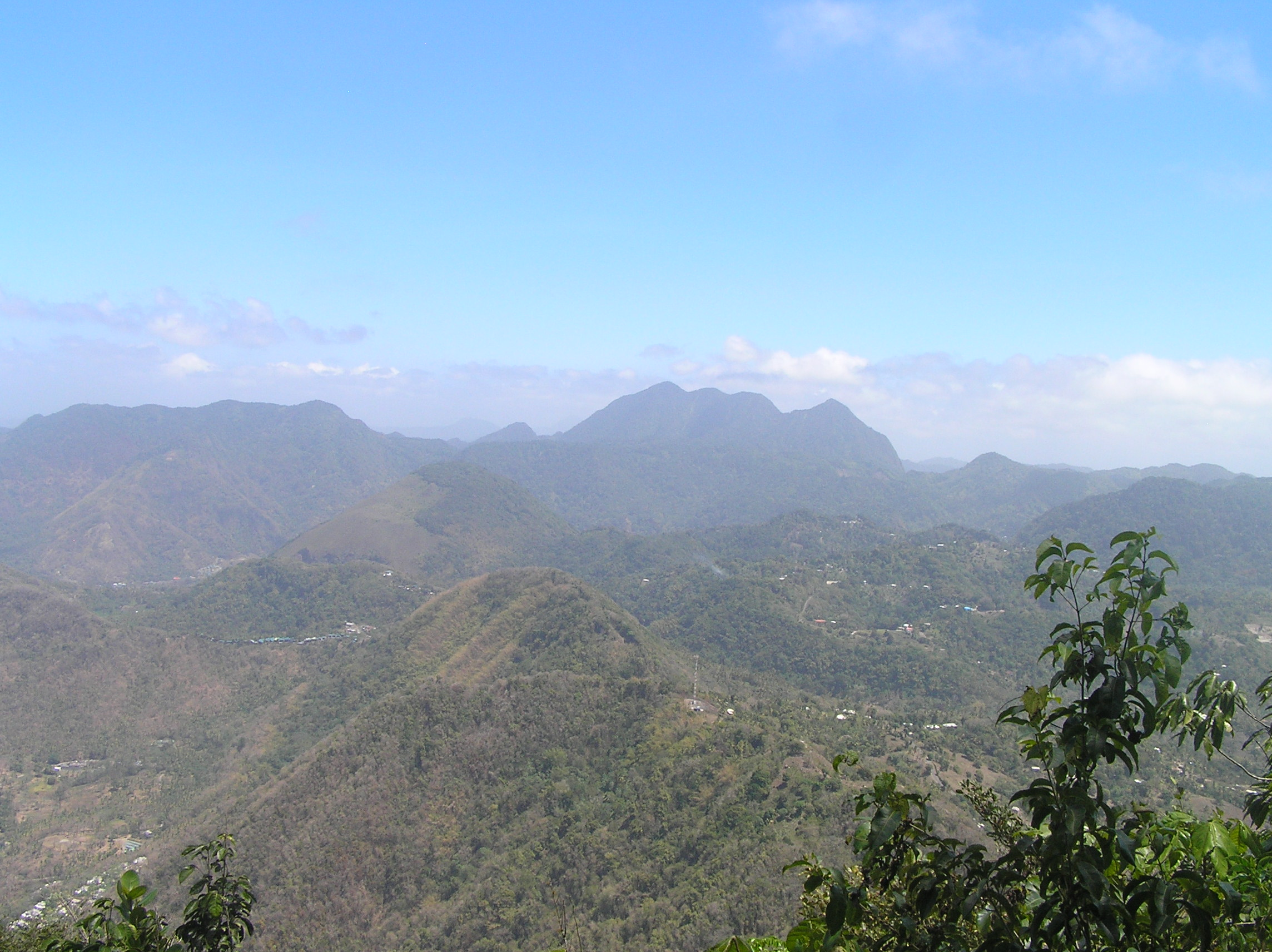
Mont Gimie, point culminant de Sainte-Lucie.

Sainte-Lucie est une île volcanique et culmine à 950 m d'altitude au mont Gimie. Les pitons de Sainte-Lucie, qui sont au nombre de deux, font partie de la chaîne volcanique du Qualibou, également appelé Soufrière, volcan principal de l'île. Ces pitons ressemblent à deux aiguilles géantes émergeant des abîmes océaniques, et procurent au paysage de Sainte-Lucie force et caractère. Appelés Gros Piton et Petit Piton, ils culminent respectivement à 786 mètres et à 743 mètres d'altitude. Les deux sont reliés par la crête d'un autre piton : le piton Mitan. Au sein du site volcanique, la présence d'un champ géothermique, comportant des sources chaudes et dégageant des fumerolles de soufre, montre que l'activité volcanique est toujours d’actualité. Ils font partie des sites inscrits au patrimoine mondial de l'UNESCO.

### Hydrographie

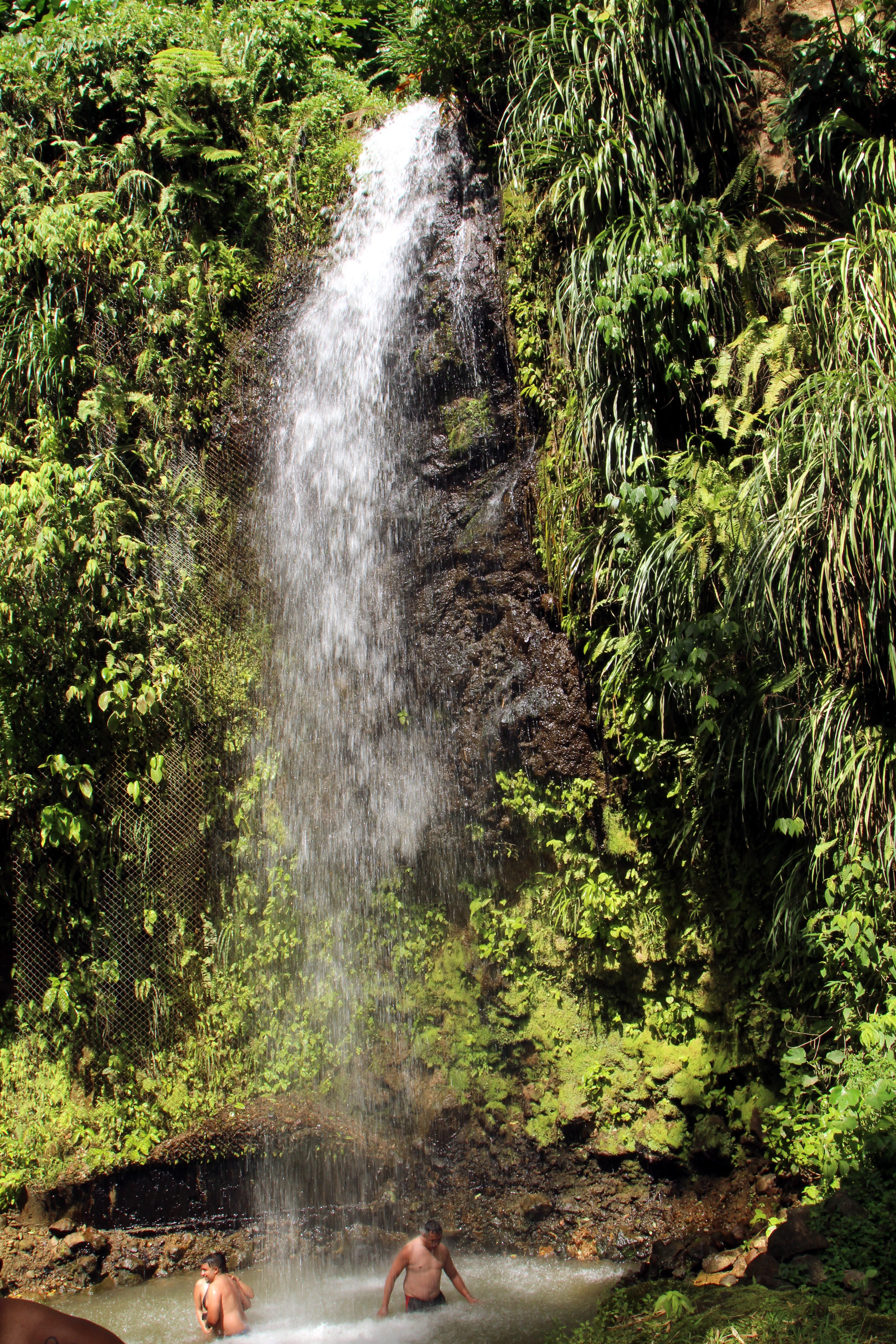
Chute d'eau de Toraille.

L'île compte de nombreux cours d'eau comme ceux d'Anse Cochon, de Balembouche, de Thoumasse et Soufrière. Elle dispose également de plusieurs chutes d'eau dont celle de Toraille.

### Climat
Le climat est tropical, modéré par des alizés de nord-est, et possède une saison sèche de janvier à avril et une saison pluvieuse de mai à décembre.
| Mois                              | jan. | fév. | mars | avril | mai | juin | jui. | août | sep. | oct. | nov. | déc. | année |
| --------------------------------- | ---- | ---- | ---- | ----- | --- | ---- | ---- | ---- | ---- | ---- | ---- | ---- | ----- |
| Température minimale moyenne (°C) | 23   | 23   | 24   | 24    | 25  | 25   | 25   | 25   | 25   | 25   | 24   | 24   | 24    |
| Température maximale moyenne (°C) | 29   | 29   | 29   | 30    | 31  | 31   | 31   | 31   | 31   | 31   | 30   | 29   | 30    |
| Précipitations (mm)               | 125  | 95   | 75   | 90    | 125 | 200  | 245  | 205  | 225  | 260  | 215  | 160  | 2 020 |

### Faune et flore
Il subsiste aujourd'hui de rares spécimens du Bothrops caribbaeus, un serpent venimeux du continent américain apporté par les Arawaks, avant l'arrivée de Christophe Colomb, pour protéger leur île de l'invasion des Kalinago. Comme en Martinique avec le Trigonocéphale (un autre serpent venimeux introduit pour les mêmes raisons), c'est l'introduction des mangoustes à la fin du XIXe siècle qui a permis d'éradiquer ce reptile.
Un rapport d'experts de 2012[réf. nécessaire] atteste qu'il reste, à Sainte-Lucie 18 serpents de l'espèce Erythrolamprus ornatus ou couresse de Sainte-Lucie. Cette petite couleuvre, la plus rare au monde, vit sur les deux îlots (12 ha) des Maria Islands au sud-est de l'île principale. La colonie de l'île principale a été décimée par les mangoustes.

### Géographie humaine
La capitale de Sainte-Lucie est Castries, où habite le tiers de la population du pays. Les autres grandes villes sont Gros Islet, Soufrière et Vieux Fort.

### Infrastructures
L'île compte deux aéroports internationaux : l'aéroport international George F. L. Charles de Sainte-Lucie situé à Castries (la capitale) et l'aéroport international d'Hewanorra situé à Vieux Fort.

## Divisions administratives

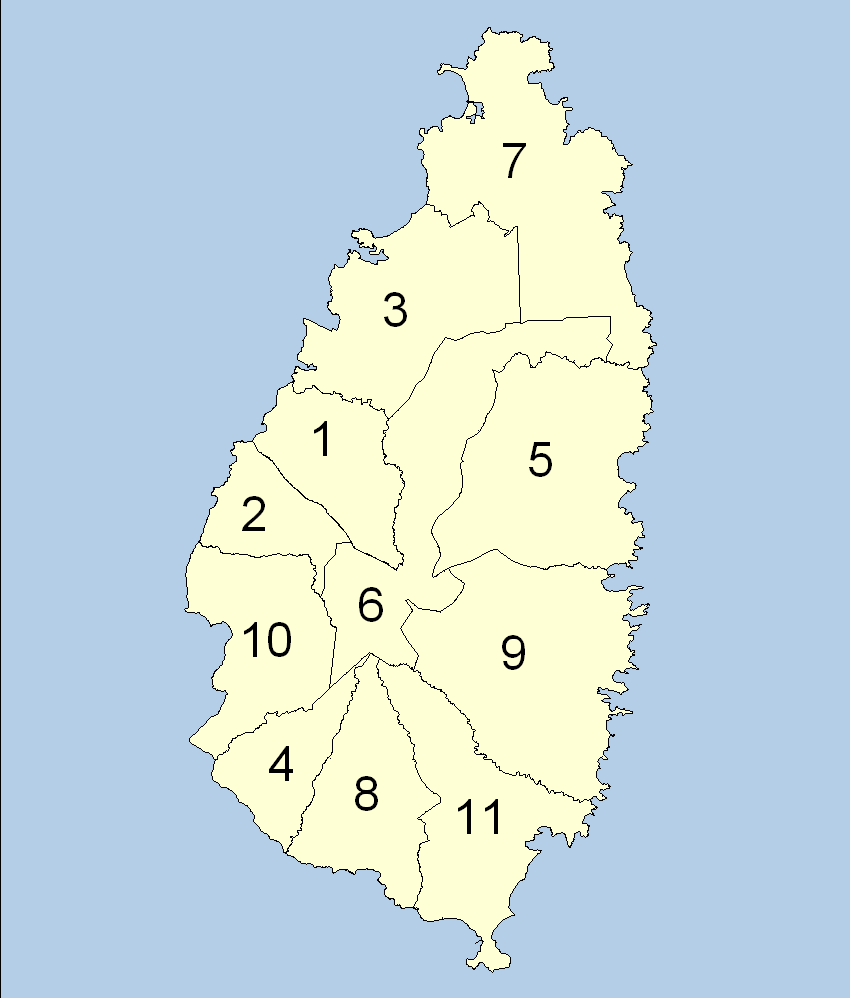
Découpage administratif de Sainte-Lucie en onze quartiers.
1- Anse-la-Raye
2- Canaries
3- Castries
4- Choiseul
5- Dennery
6- Forest
7- Gros Islet
8- Laborie
9- Micoud
10- Soufrière
11- Vieux Fort.

Sous le gouvernement colonial français, Sainte-Lucie fut subdivisée en onze paroisses. Les Anglais conservèrent une découpe similaire en onze quartiers (quarters ou parishes en anglais) : Anse-la-Raye, Canaries, Castries, Choiseul, Dennery, Forest, Gros Islet, Laborie, Micoud, Soufrière et Vieux Fort.
Sainte-Lucie est également divisée en dix-sept districts électoraux pour les élections législatives : Canaries & Anse-la-Raye, Babonneau, Castries Central, Castries North, Castries North East, Castries South, Castries South East, Choiseul, Dennery North, Dennery South, Gros Islet, Laborie, Micoud North, Micoud South, Soufriere, Vieux Fort North et Vieux Fort South.

## Économie

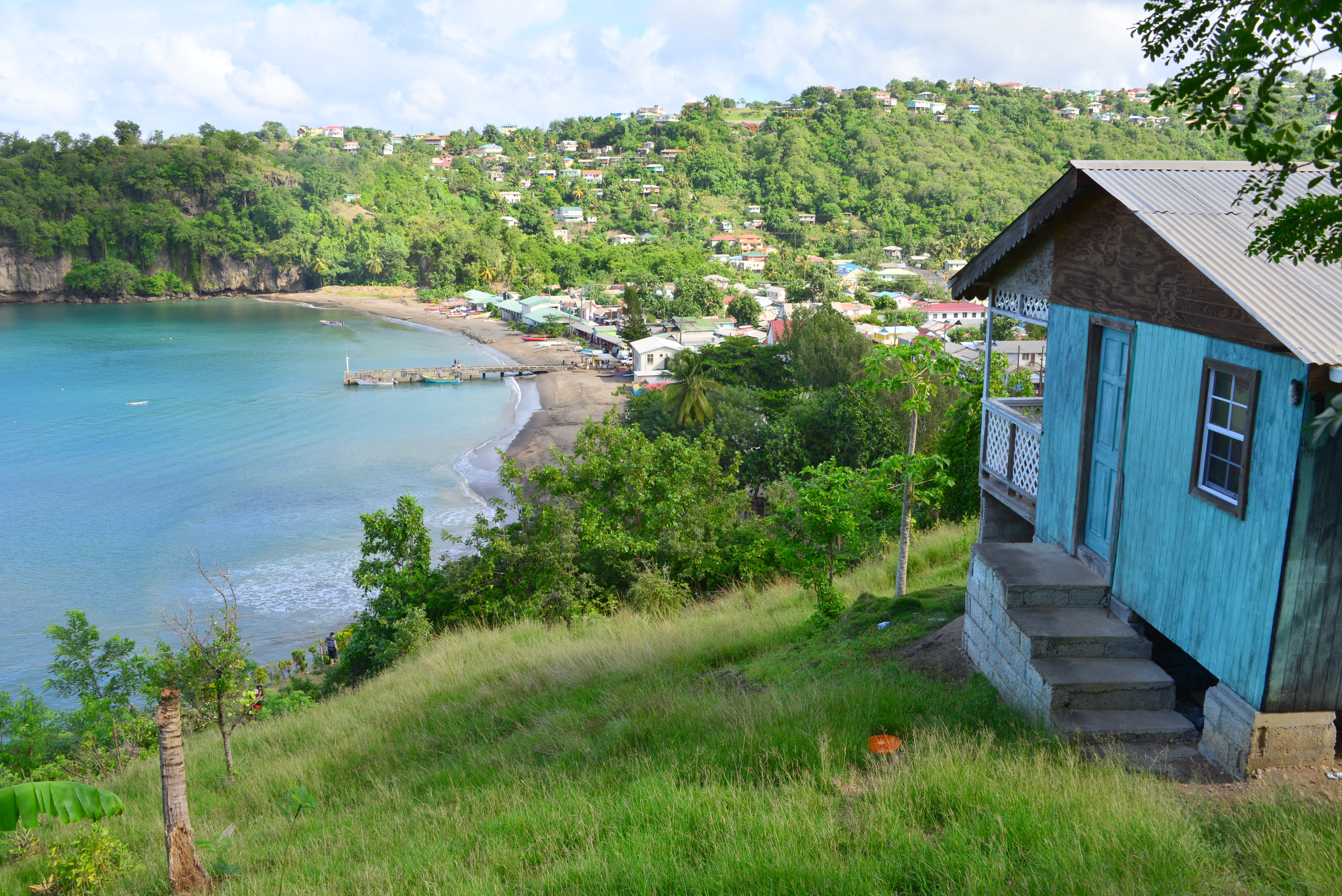
Panorama de Sainte-Lucie.

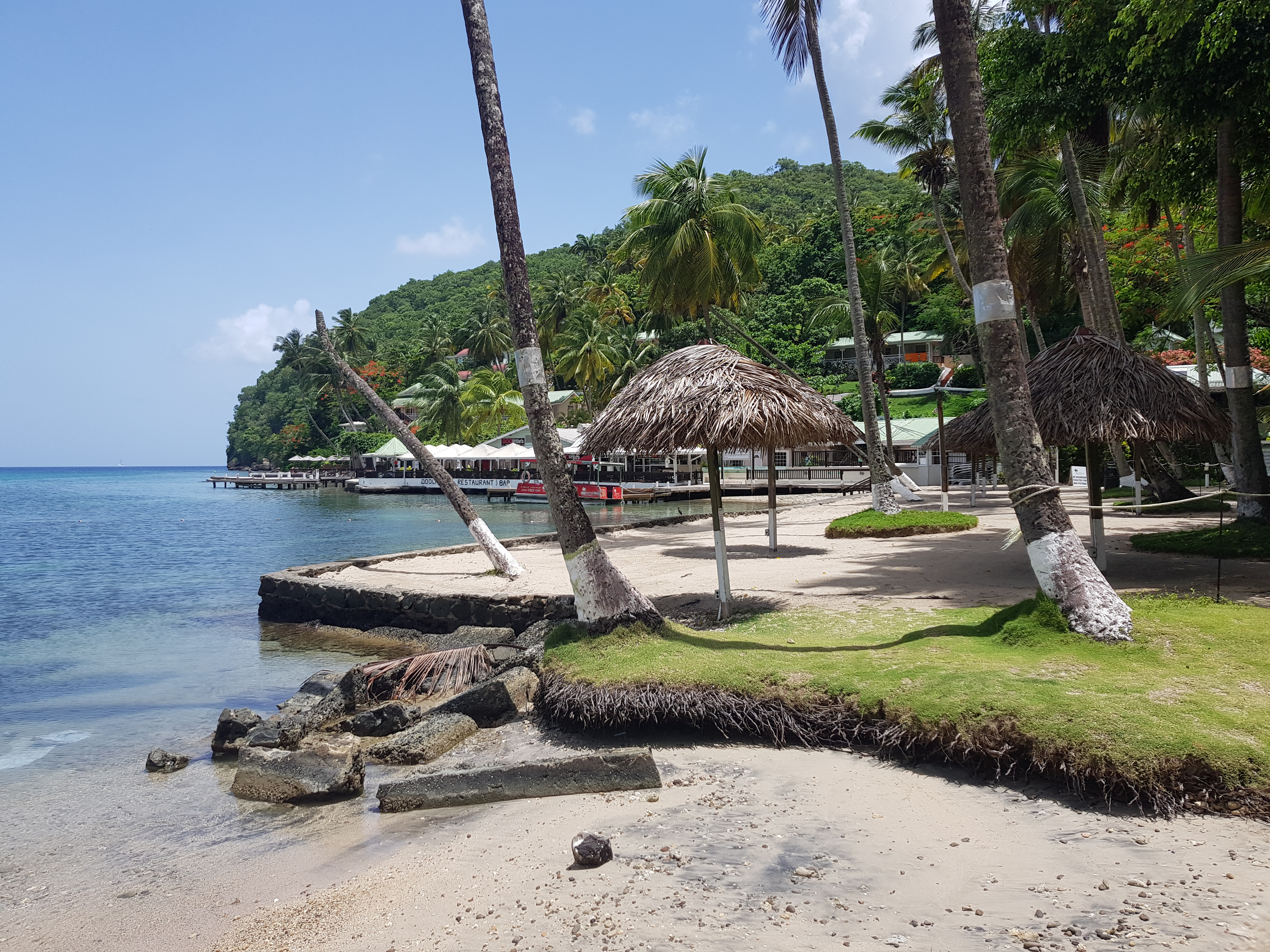
Plage de Marigot Bay.

Le tourisme constitue la première source de revenus du pays, avec 48 % du PIB. La plupart de l'activité touristique est regroupée dans le Nord de l'île, avec de nombreux hôtels, des marinas, et surtout le port de Castries, où de nombreux bateaux de croisière font escale. Toute la partie sud de l'île est beaucoup plus sauvage et les infrastructures touristiques y sont de taille plus modeste, on y trouve aussi nombre d'activités « nature ». La majorité des touristes sont américains (36 % en 2007) et occupent le plus souvent les grands complexes touristiques du nord, la clientèle européenne préfère souvent la partie sud de l'île, et nombre d'entre eux regrettent cette américanisation de l'île. Sainte-Lucie vise plutôt un tourisme haut de gamme, on y trouve de nombreux hôtels de luxe.
Le réseau routier est de très bonne qualité dans le nord, mais plus aléatoire dans le sud, il est régulièrement endommagé pendant la période des cyclones.
Sainte-Lucie dispose de deux aéroports, le plus ancien situé en pleine ville de Castries est désormais réservé aux vols inter-îles des Caraïbes, le nouvel aéroport construit à l'extrême sud de l'île à partir des années 1990 répond aux normes intercontinentales et permet d'accueillir les gros porteurs venus d'Amérique du Nord (principalement les États-Unis) et d'Europe (principalement le Royaume-Uni) ; cet aéroport a repris une partie des infrastructures d'une ancienne base de l'United States Air Force, la route qui relie la ville de Vieux Fort à l'aéroport est d'ailleurs un ancien taxiway de cette base. Depuis la France, on peut rejoindre Sainte-Lucie à l'aéroport de Castries via Fort-de-France en Martinique.
La seconde source de revenu de l'île provient de l'agriculture. Dans les années 1960, la banane représentait 80 % des revenus de l'île ; dans les années 1990, le gouvernement a décidé de diversifier la production en favorisant la culture de mangues et d'avocats. Viennent ensuite l'artisanat et les petites entreprises. Sainte-Lucie a également créé un important site de stockage et de transit de produits pétroliers qui occupe une bonne place dans l'économie de l'île.
Le gouvernement pratique une politique, notamment fiscale, qui vise à attirer les investissements étrangers, lesquels sont rassurés par la stabilité politique de l'île. Ainsi, notamment, il existe plusieurs projets de développement touristique dans le sud, par la construction de grands complexes hôteliers. Ces projets sont loin de faire l'unanimité sur place, en raison du caractère relativement protégé de cette partie du pays.

## Démographie
|    | Districts    | Population |
| -- | ------------ | ---------- |
| 1  | Castries     | 65 656     |
| 2  | Gros Islet   | 25 210     |
| 3  | Vieux Fort   | 16 284     |
| 4  | Micoud       | 16 284     |
| 5  | Dennery      | 12 599     |
| 6  | Soufrière    | 8 472      |
| 7  | Laborie      | 6 701      |
| 8  | Anse la Raye | 6 247      |
| 9  | Choiseul     | 6 098      |
| 10 | Canaries     | 2 044      |

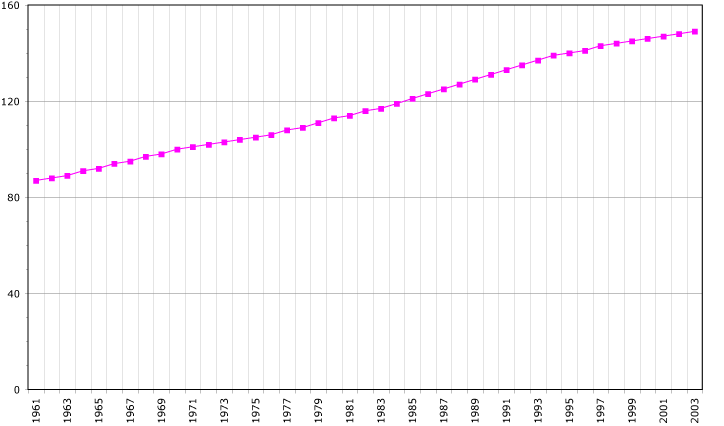
Évolution de la démographie entre 1961 et 2003 (chiffres de la FAO, 2005). Population en milliers d'habitants.

Lors du recensement officiel de 2010, Sainte-Lucie comptait 165 595 habitants (50,36 % de représentantes de la gent féminine). 81 % de la population est d'origine africaine, 11,9 % d'origine mixte, 2,4 % d'origine caribéenne ou indienne ainsi qu'une petite minorité d'origine européenne.
L'émigration de Sainte-Lucie est principalement dirigée vers les pays anglophones. Au Royaume-Uni, près de 10 000 citoyens britanniques sont nés à Sainte-Lucie et plus de 30 000 sont originaires de cette île. Aux États-Unis résident près de 14 000 personnes originaires de Sainte-Lucie.

## Langues
L'anglais est la langue officielle et d’enseignement du pays mais le créole saint-lucien à base lexicale française est la langue première du pays, parlée par 75 % de la population et son usage officiel est en augmentation. Il a évolué à partir des langues régionales de France (le normand, le picard, l'occitan, etc.), de langues africaines et du kali'na. Le français est la première langue vivante étrangère (aux côtés de l’espagnol qui est en progression). Environ 2 % de la population du pays est francophone. Le pays est membre de l'Organisation internationale de la francophonie.

## Religions
Environ 70 % de la population est catholique, 8 % adventiste du septième jour, 6 % pentecôtiste, 2 % évangélique, 2 % anglican et 2 % rastafari[source insuffisante].

## Culture

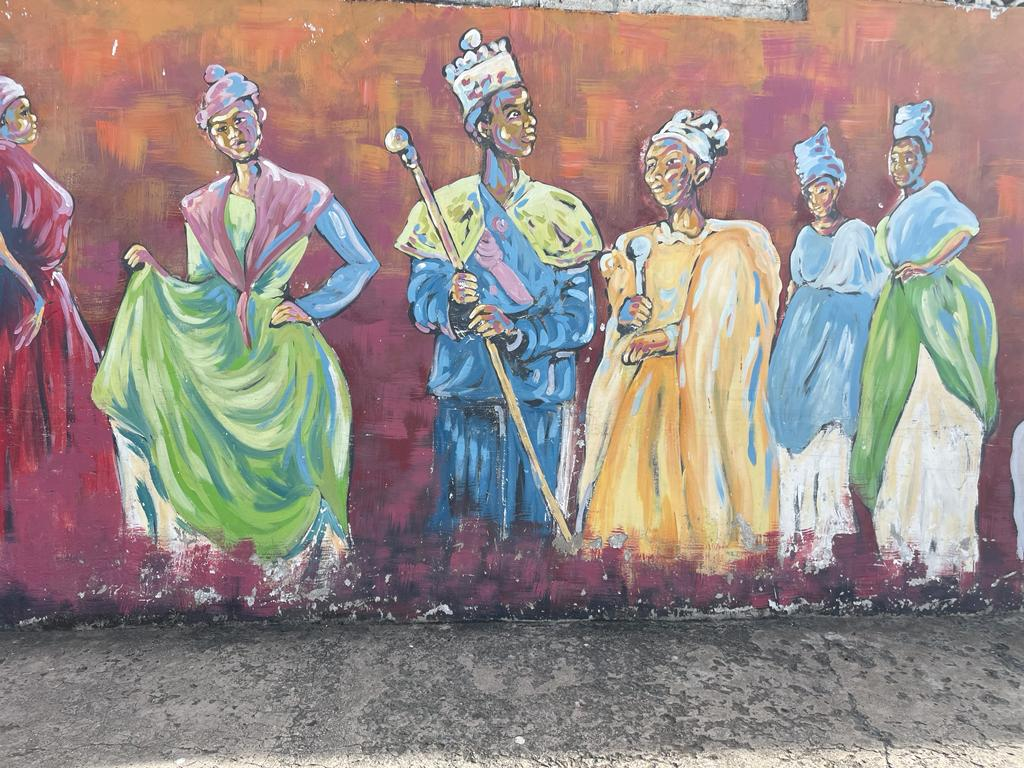
Art des rues à Sainte-Lucie

Au long de son histoire, l'île fut française à plusieurs reprises, d'où le riche héritage de sa propre culture créole teinte d'influences françaises et la langue créole à base lexicale française parlée par la plupart des insulaires.
En littérature : Derek Walcott (1930-2017)

### Fêtes nationales et jours fériés
| Date,                   | Nom français           | Nom local        | Remarques |
| ----------------------- | ---------------------- | ---------------- | --------- |
| 1er janvier             | Nouvel an              |                  |           |
| 2 janvier               | Lendemain du nouvel an |                  |           |
| 22 février              | Jour de l'indépendance |                  |           |
| Date variable           | Vendredi saint         |                  |           |
| Date variable           | Lundi de Pâques        |                  |           |
| 1er mai                 | Fête du travail        |                  |           |
| Date variable           | Lundi de Pentecôte     | Whit Monday (en) |           |
| Date variable           | Fête-Dieu              | Corpus Christi   |           |
| Début août              | Jour de l'émancipation | Emancipation Day |           |
| Premier lundi d'octobre | Action de grâce        | Thanksgiving Day |           |
| 13 décembre             | Fête nationale         | Saint Lucia Day  |           |
| 25 décembre             | Noël                   |                  |           |
| 26 décembre             | Lendemain de Noël      |                  |           |

## Patrimoine

### Patrimoine civil
- Marigot Bay

### Liste du Patrimoine mondial
La zone de gestion des Pitons est inscrite par l'Organisation des Nations unies pour l'éducation, la science et la culture (UNESCO) au Patrimoine mondial.

### Registre international Mémoire du monde
Le programme Mémoire du monde (UNESCO, 1992) a inscrit dans son registre international Mémoire du monde (au 17 janvier 2016) :
- 2009 : fonds Sir William Arthur Lewis[23] ;
- 2011 : Hommes d’argent : travailleurs antillais au canal de Panama (La Barbade, Jamaïque, Panama, Sainte-Lucie, Royaume-Uni, États-Unis d'Amérique)[24].

### Patrimoine religieux
- La basilique-cathédrale de l'Immaculée-Conception à Castries

## Divers

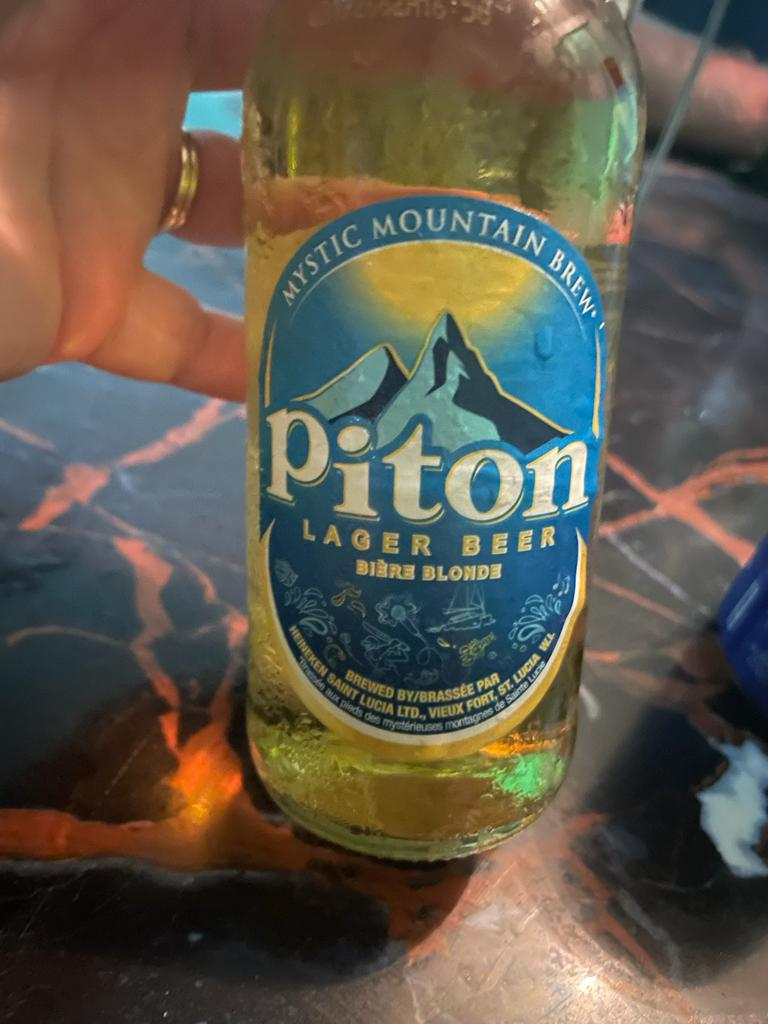
Piton (bière de Sainte-Lucie).

Sainte-Lucie, qui fut l'enjeu d'une lutte acharnée entre Anglais et Français (notamment pour ses sources d'eau douce, rares dans les Caraïbes), est officiellement surnommée l'« Hélène de l'ouest » (the Helen of the West), ou « Hélène des Antilles » (« Helen of the West Indies »), par analogie avec Hélène de Troie (l'Hélène de l'Est), qui fut dans l'Antiquité l'enjeu d'une lutte acharnée entre les différents princes grecs et troyens. Ce surnom, reconnu officiellement, est présent dans le second couplet de l'hymne national lucien, Sons and Daughters of Saint Lucia :
Gone the times when nations battled

for this 'Helen of the West'...
soit en traduction libre : « Terminés les temps où les nations bataillaient/ pour cette 'Hélène de l'Ouest'... ».
La bière nationale est la Piton, une bière blonde. Sur l’étiquette, on voit les deux pitons, emblèmes de l’île. Du rhum est également distillé sur l'île.

### Personnalités
- Earl Jean, footballeur
- Kurt Frederick, footballeur
- Julien Alfred, athlète, médaillée d'or du 100m et médaillée d'argent du 200m aux Jeux olympiques d'été de 2024 à Paris (1res médailles du pays de l'histoire des JO)
- Jermain Defoe, footballeur international anglais
- Chris Boucher, joueur professionnel de basket-ball évoluant au poste d'ailier fort pour les Toronto Raptors.